# Malá Divytsia
Malá Divytsia (ucraniano: Мала́ Діви́ця) es un sélyshche de Ucrania perteneciente al raión de Pryluky de la óblast de Chernígov.
En 2022, la localidad tenía una población de 1931 habitantes. Es sede de un municipio que incluye como pedanías once pueblos, sumando la población municipal unos cuatro mil quinientos habitantes. El municipio se formó en 2017 mediante la fusión del hasta entonces ayuntamiento urbano de Malá Divytsia con los vecinos consejos rurales de Velyka Divytsia, Dmýtrivka, Obýchiv, Petrivka y Tovkachivka. Hasta entonces, Malá Divytsia tenía solamente tres pedanías habitadas: Novi Lad, "Pershe Travnia" (actual Mijnovske) y Shevchenka. Además de esos ocho pueblos, pertenecen al actual municipio otros tres: Svitánkove, Zaúdaika y Rádkivka.
Se ubica unos 20 km al noroeste de la capital distrital Pryluky, junto a la carretera R67 que lleva a Chernígov. Junto al casco urbano del asentamiento fluye el río Halka.

## Historia
Se conoce la existencia del pueblo en documentos desde 1628, cuando se ubicaba en un señorío de Jeremi Wiśniowiecki. En 1649, durante la rebelión de Jmelnitski, se estableció aquí la sede de una sotnia del regimiento cosaco de Pryluky. En los dos siglos posteriores, el señorío estuvo en manos de diversas familias nobles e incluso de monasterios; esto provocó una dispersión de la propiedad que facilitó que se formase un pequeño núcleo industrial, y antes de la Revolución rusa llegó a tener unos dos mil quinientos habitantes. En la República Popular Ucraniana, se hizo conocido por ser el lugar de nacimiento de la primera dama Olha Petliura, la esposa del presidente Simon Petliura.
La dispersión de la propiedad llevó a una oposición a la colectivización, por lo que fue uno de los pueblos más duramente golpeados en el Holodomor de 1932-1933, hasta el punto de que los comunistas llegaron a registrar detalladamente todas las casas para asegurar que los vecinos no pudieran comer. En esos dos años murieron de hambre casi mil habitantes del pueblo y se llegaron a producir casos de canibalismo. Tras la Segunda Guerra Mundial, la RSS de Ucrania intentó recuperar el pueblo como núcleo industrial por su buena ubicación para el transporte ferroviario y por carretera, por lo que en 1960 adoptó el estatus de asentamiento de tipo urbano y llegó a tener más de tres mil habitantes.